# Masterpeace
Masterpeace è il sesto album in studio dei Metal Church, pubblicato nel 1999.

## Tracce
1. Sleeps With Thunder - 6:21
2. Falldown - 5:00
3. Into Dust - 6:42
4. Kiss For The Dead - 4:31
5. Lb Of Cure - 3:30
6. Faster Than Life - 3:10
7. Masterpeace (strumentale) - 1:55
8. All Your Sorrows - 4:54
9. They Signed In Blood - 4:37
10. Toys In The Attic (cover degli Aerosmith) - 4:31
11. Sand Kings - 4:31

## Formazione
- David Wayne – voce
- John Marshall – chitarra
- Kurdt Vanderhoof – chitarra
- Kirk Arrington – batteria
- Duke Erickson – basso